# Lollapalooza Argentina
El festival Lollapalooza Argentina es un evento musical —basado en el formato original del mismo nombre— que se realiza anualmente en Buenos Aires. 
Su primera edición se llevó a cabo durante el 1 y el 2 de abril de 2014 en el Hipódromo de San Isidro y desde entonces, se ha realizado casi de forma anual, exceptuando los años 2020 y 2021 debido a la pandemia de Coronavirus.Es popularmente conocido como "el Lolla"

## Historia y ediciones

### Primera edición en el año 2014
El festival internacional de rock y pop Lollapalooza se realizó en Buenos Aires los días 1 y 2 de abril de 2014.El 2 de noviembre de 2013 se había anunciado el lineup de artistas que formarían parte de esta primera edición, al tiempo que habían puesto a la venta los Early Birds, siendo esta la única vez en que estuvieron en venta las entradas al mismo tiempo que se anunciaban las bandas. Bandas locales e internacionales fueron parte del evento que comenzó pasado el mediodía y se extendió hasta la medianoche. Los organizadores estimaron que en total más de 130.000 personas concurrieron al predio, durante los dos días del festival.Para el festival, se montaron cuatro escenarios Main Stage 1, Main Stage 2, Alternative y Perry's Stage que alternaron estilos y convocaron a públicos variados.
Las fechas fueron el martes 1 de abril y miércoles 2 de abril de 2014. El lineup estuvo conformado por:

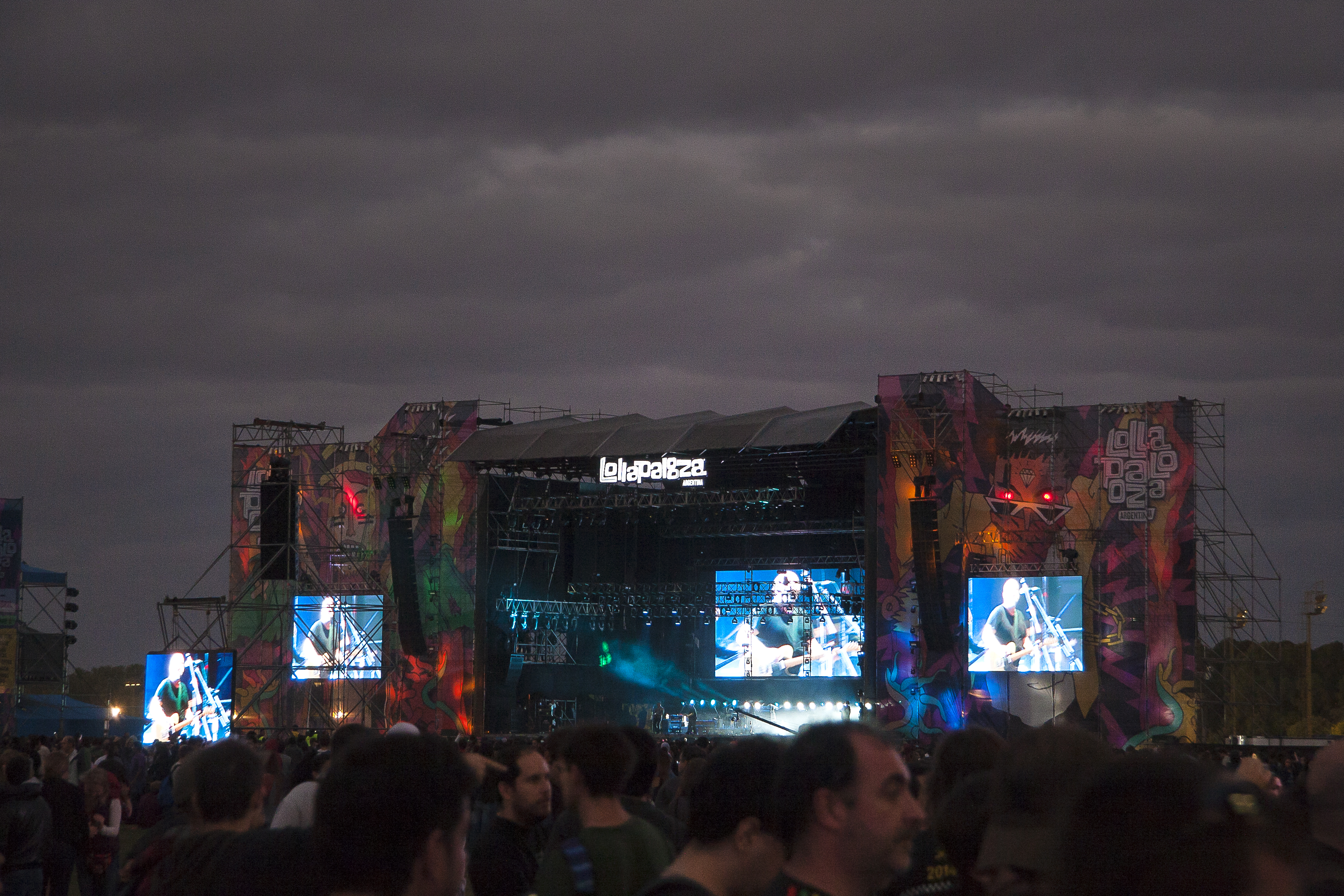
Escenario de la primera edición del Lollapaloza Argentina en 2014

| Fecha     | Escenario     | Artistas                                                                                             |
| --------- | ------------- | --- |
| Martes    | Main Stage 1  | Onda Vaga, Capital Cities, The Voidz, Phoenix, Arcade Fire y Intrépidos Navegantes                   |
| Martes    | Main Stage 2  | Sig Ragga, Juana Molina, Cage the Elephant, Imagine Dragons, Nine Inch Nails                         |
| Martes    | Alternative   | Alde, Naçao Zumbi, Portugal. The Man, Jake Bugg, Lorde, New Order                                    |
| Martes    | Perry's Stage | Franco V, Dietrich, Nairobi, Flume, Flux Pavillon, Wolfgang Gartner, Kid Cudi, Zedd                  |
| Miércoles | Main Stage 1  | La Armada Cósmica, Airbag, Jovanotti, Ellie Goulding, Pixies, Red Hot Chili Peppers.                 |
| Miércoles | Main Stage 2  | La Bomba de Tiempo, Él Mató a un Policía Motorizado, Johnny Marr, Vampire Weekend, Soundgarden.      |
| Miércoles | Alternative   | Detonantes, Savages, Pez, AFI, Illya Kuryaki & The Valderramas.                                      |
| Miércoles | Perry's Stage | Búlgara, RVSB, Dj Paul, Perry Etty & Joachim Garraud, Baauer, Krewella, The Bloody Beetrots, Axwell. |

### 2015-2020: Ediciones hasta la Pandemia de COVID

#### Segunda edición

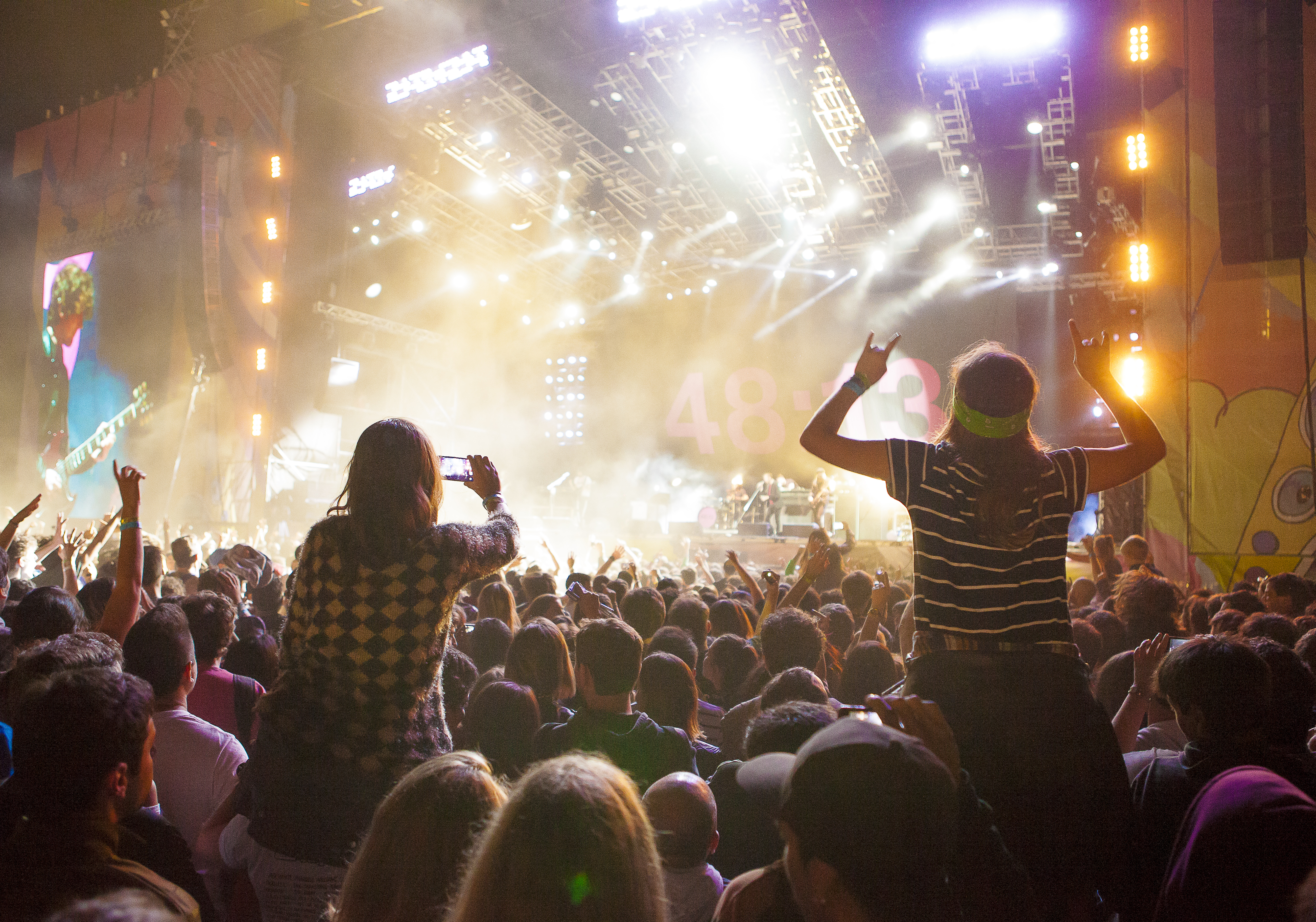
La segunda edición del evento en el año 2015 congregó una gran multitud.

La segunda edición del Lollapalooza Argentina se llevó a cabo los días 21 y 22 de marzo de 2015.  
Tocaron artistas de renombre a nivel mundial como Pharrell Williams, Calvin Harris, Robert Plant, Jack White, The Smashing Pumpkins, Foster the People,Lea Michele, Kasabian, Skrillex, Cypress Hill, entre otros. Asistieron más de 140.000 personas entre los dos días. En cuanto a los Sideshows se llevaron a cabo los días 21 y 23 de marzo. El primero de los tres de esta segunda edición del festival fue Skrillex, que se presentó en el Salón Frers de La Rural, con Kill The Noise como artista invitado. El segundo día de se presentaron las bandas Kasabian, The Kooks y Alt-J. Los dos primeros tocaron de manera conjunta, nuevamente en el complejo de La Rural, mientras que Alt-J se apoderò de la noche en Niceto Club.

#### Tercera edición

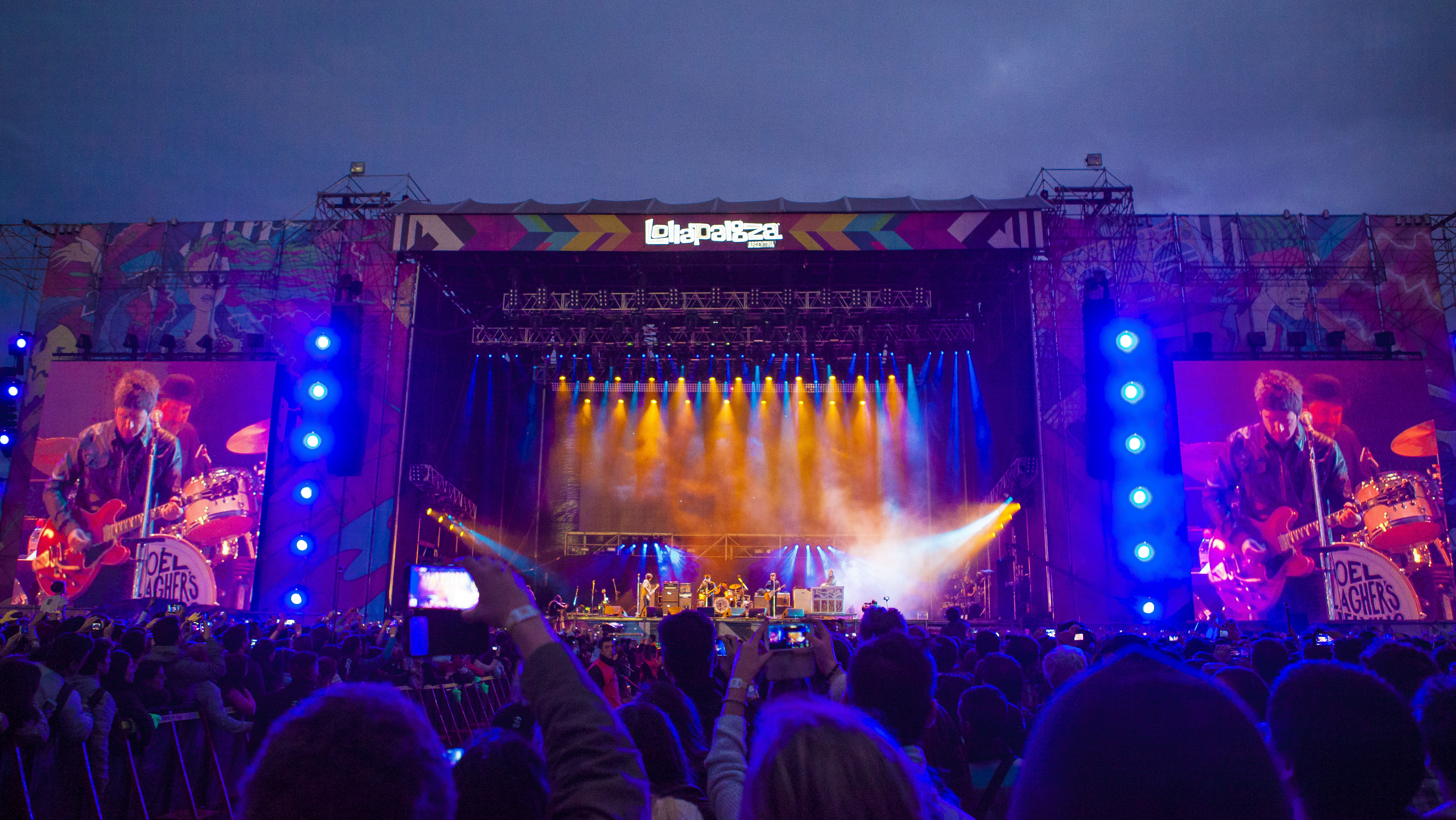
Escenario del Lollapalooza en el año 2016

El evento del año 2016 se realizó el viernes 18 y sábado 19 de marzo de 2016. Los artistas que encabezaron el lineup ese año fueron: Eminem, Florence + The Machine,MGMT Jack Ü, Mumford & Sons, Noel Gallagher Brandon Flowers, Tame Impala y Zedd, Kaskade

#### Cuarta edición

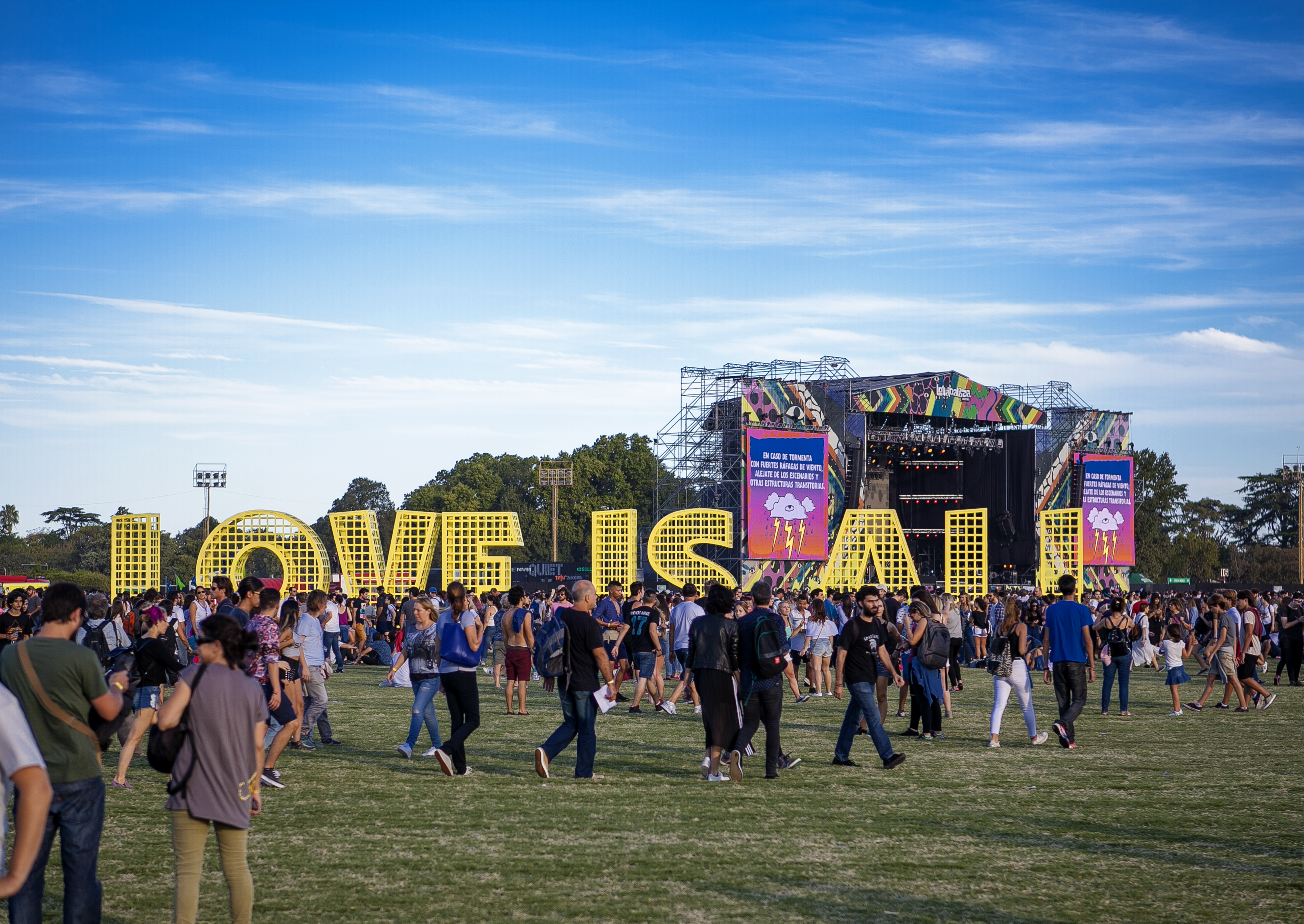
Escenario del Lollapalooza 2017, con la frase "Love Is All"

El evento del año 2017 se llevó a cabo el viernes 31 de marzo y sábado 1 de abril de 2017. El lineup del evento estuvo encabezado por Metallica, The Chainsmokers, The Strokes, The Weeknd, The XX, MGMTFlume, Martin Garrix y Two Door Cinema Club,

#### Quinta edición

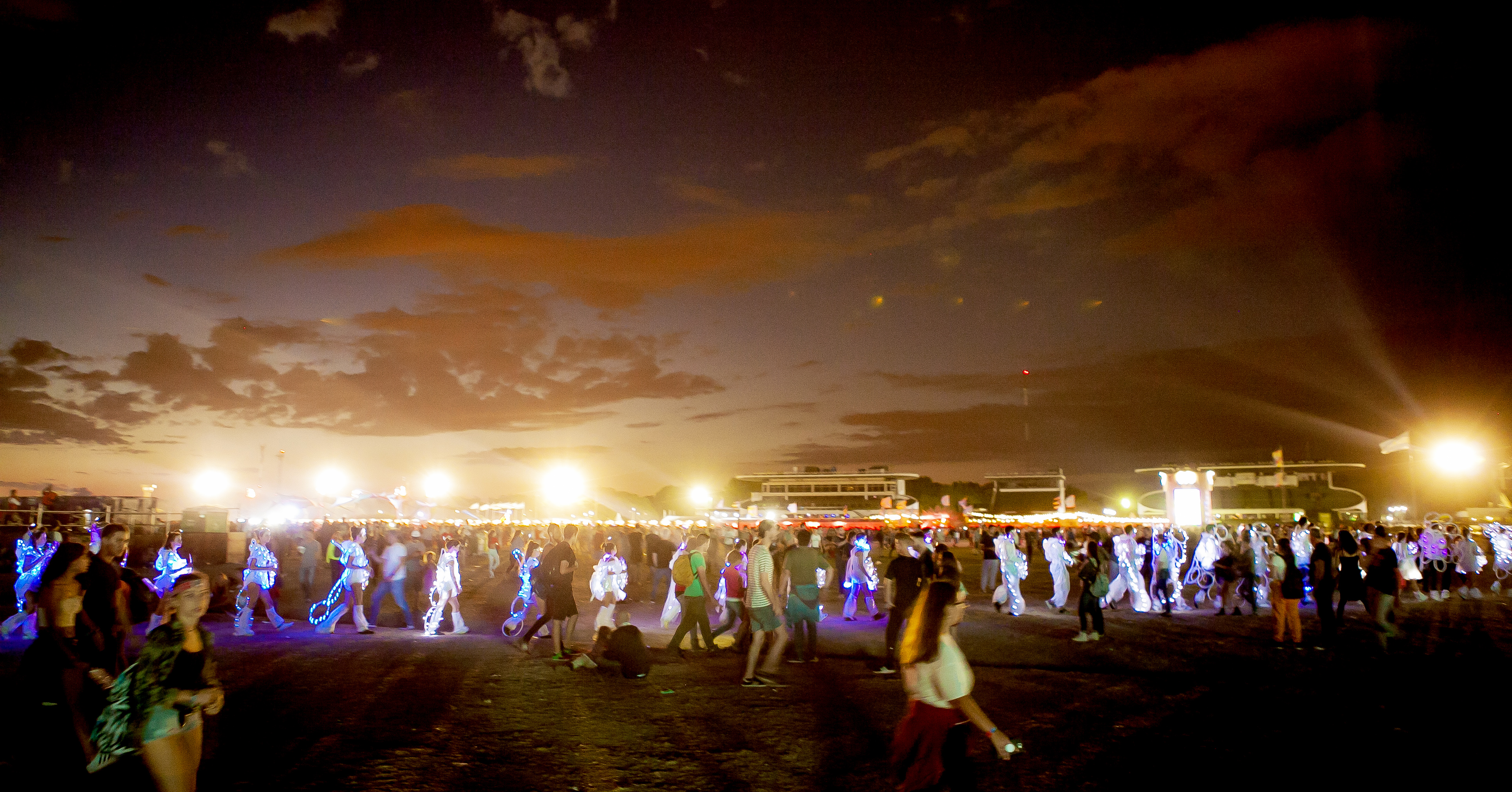
Público del Lollapalooza Argentina 2018, uno de los eventos más multitudinarios del mundo en ese año

El evento del año 2018 se realizó el viernes 16 de marzo, sábado 17 de marzo y domingo (cancelado) 18 de marzo de 2018. El lineup estuvo encabezado por Red Hot Chili Peppers, The Killers, Imagine Dragons, Lana del Rey, LCD Soundsystem, Chance the Rapper, Wiz Khalifa y DJ Snake.

#### Sexta edición
El evento del año 2019 se realizó el viernes 29, sábado 30 y domingo 31 de marzo de 2019. Las cabezas de los lineups fueron respectivamente Twenty One Pilots, Post Malone, Arctic Monkeys, Sam Smith, Kendrick Lamar y Lenny Kravitz.

### 2022-actualidad: Vuelta del Lollapalooza y presente

#### Suspendido por Pandemia de COVID-19
Originalmente el Lollapalooza 2020 se iba a realizar entre el 27 y 29 de marzo de 2020, pero debido a la pandemia por COVID-19 se decidió postergar para los días 27, 28 y 29 de noviembre de 2021 . Sin embargo en octubre de 2021, se volvió a postergar el evento para el año 2022. Los artistas que integraron la nómina para el evento de 2020 incluían a Guns and Roses, Travis Scott, The Strokes, Lana del Rey, Martin Garrix, Gwen Stefani, Kacey Musgraves, Jaden Smith, Armin Van Buuren, Vampire Weekend, Cage the Elephant, Hayley Kiyoko, James Blake, Duki, Ratones Paranoicos, Alan Walker

#### Séptima edición

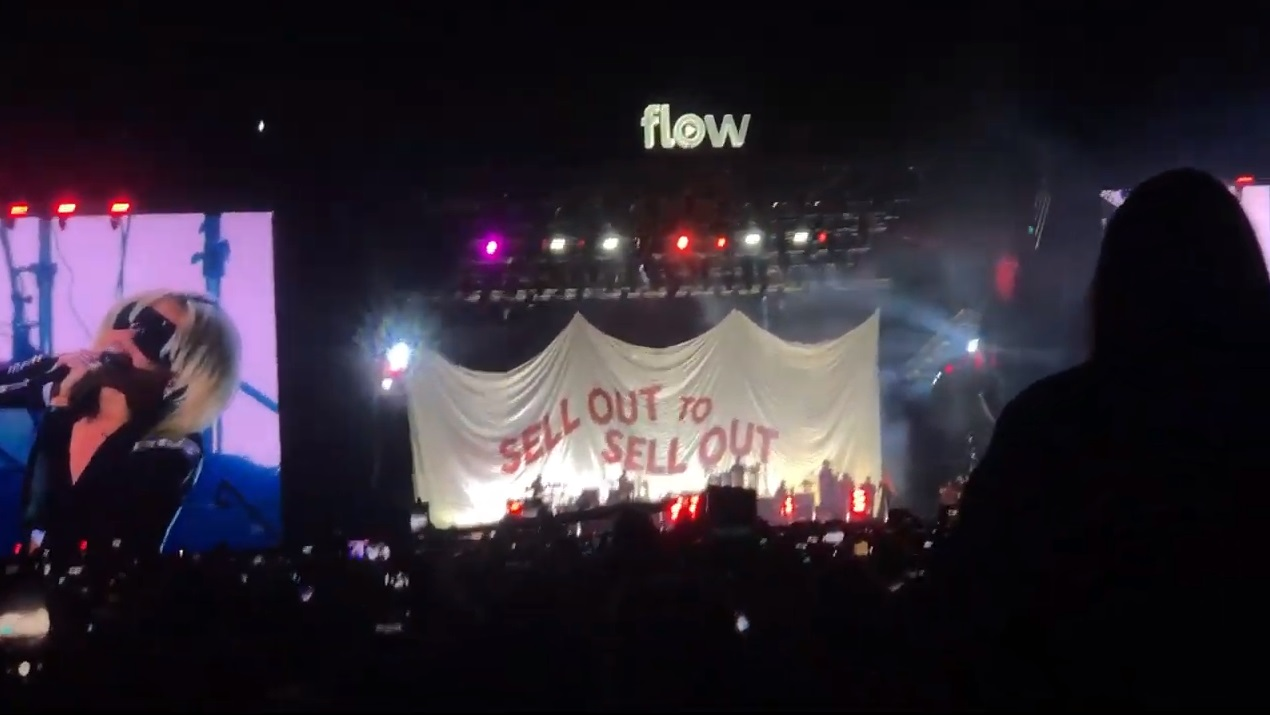
Miley Cyrus, cabeza del lineup del Lollapalooza 2022, en concierto

Luego de los aplazamientos que tuvo el evento en los dos años previos, se anunció que el Lollapalooza Argentina 2022 se realizaría entre el 18, 19 y 20 de marzo de 2022 en el hipódromo de San Isidro. Entre los artistas anunciados para presentarse en el evento se encuentran Miley Cyrus, A$AP Rocky, The Strokes,Andrew Vanwyngarden Doja Cat, Lola Índigo, Machine Gun Kelly, Foo Fighters, Martin Garrix, Alan Walker, J-Hope, entre otros.

#### Octava edición
El 28 de junio de 2022 fue anunciado que la edición del 2023 se realizaria el 17, 18 y 19 de marzo de 2023, nuevamente en el Hipódromo de San Isidro. Desde el 5 de julio de ese mismo año se podían comprar las entradas a precio Early Bird. El 11 de octubre se conoció el lineup oficial, que tuvo como headliners a Drake, Twenty One Pilots, Tame Impala y Billie Eilish, Young Miko. También estuvieron del lado nacional iconos como María Becerra, Trueno, Dante Spinetta, Chano, entre otros.

#### Novena edición
El 29 de junio de 2023 se confirmaron las fechas para la edición 2024 del Lollapalooza, que se realizaría el 15, 16 y 17 de marzo de 2024, una vez más en el Hipódromo de San Isidro MGMT. El martes 4 de julio se habilitaron las entradas con las famosas Early Bird, a un precio de $45.000. El 7 de noviembre se conoció el lineup, que incluye a Arcade Fire, Limp Bizkit, Feid, SZA, Sam Smith y Blink-182 (que no pudieron participar de la edición anterior y tuvieron que reprogramar).Además, también participan del festival Phoenix, The Offspring, Omar Apollo y Thirty Seconds to Mars.

#### Décima edición
El 4 de junio de 2024 se anunciaron las fechas para la edición aniversario número 10 del Lollapalooza. En 2025, el festival se celebró el 21, 22 y 23 de marzo, con la adición del Lolla FAM, un beneficio para los espectadores que fueron a más de 5 ediciones del festival. El precio del early bird fue de $120.000. Entre los artistas participantes estuvieron Olivia Rodrigo, Shawn Mendes, Justin Timberlake, Alanis Morissette, Tool, Rüfüs Du Sol y Tan Bionica como headliners, Charlotte de Witte, Arde Bogotá, Inhaler, Sepultura, Nathy Peluso, Ca7riel y Paco Amoroso, Girl in Red o Tate McRae, entre otros